# Темна половина
«Темна половина» (англ. The Dark Half) — роман американського письменника  Стівена Кінга 1989 року.

## Сюжет
Тадеуш (Тед) Бомонд в дитинстві мав головні болі. Приблизно в цей же час він почав писати оповідання. Головні болі посилювалися, і батьки вирішили звернутися до лікаря. Обстеження показало, що у Теда операбельна доброякісна пухлина, і лікарі запропонували йому прооперуватися. Після операції з вилучення пухлини (яка виявилася недорозвиненим близнюком), лікарню атакували зграї горобців. Про брата-близнюка ні Теду, ні його батькам лікарі не розповіли.
Минуло багато років. Тед виріс, одружився, у нього з'явилися діти: близнюки Вільям і Венді. За цей час Тед випустив під своїм іменем декілька книг, але вони, попри гарні відгуки критиків, погано продаються. Натомість кримінальні романи, видані ним же під псевдонімом Джордж Старк про  бандита на прізвисько Алексис-Машина, дуже популярні.
Письменника шантажує якийсь Фредерік Клоусон, погрожуючи, що опублікує в пресі, що Джордж Старк і Тед Бомонд — одна й та ж особа. Тед, порадившись зі своїм агентом Ріком Коулі, вирішив сам дати інтерв'ю пресі, що він — Джордж Старк. Журналісти переконали Теда символічно поховати його алтерего, встановивши на кладовищі фальшивий надгробок із написом «Джордж Старк. Не найприємніший хлопець» і сфотографуватися на його фоні зі своєю дружиною Ліз. Фотографію помістили в журналі «People». Фальшивий надгробок був встановлений на тому самому місці, де багато років тому батько Теда поховав пухлину.
Однак, через кілька днів після виходу номера журналу з фотографією Теда на могилі Джорджа Старка, до Теда приходить поліціянт Алан Пенгборн і каже, що біля надгробка з'явилася діра, начебто з могили хтось виліз. В околицях сталися декілька вбивств, пов'язаних з письменницькою діяльністю Теда: загинули шантажист Клоусон, редактор, літературний агент та інші. Всі докази, включно з відбитками пальців і записом голосу, вказують, що вбивця Тед.
Спостерігаючи за своїми дітьми, Тед розуміє, що вони зберігаються містичний зв'язок на відстані. Такий самий зв'язок він відчуває з таємничим убивцею. Його колега Роулі Делессепс пояснює надприродну силу горобців, які можуть бути провідниками між світом живих і мертвих. Пенгборн дізнається про недорозвиненого Тедового брата-близнюка. Письменник сумнівається, чи його двійник дійсно існує, проте шукає його і нацьковує на нього зграю горобців. Птахи розривають двійника.
Однак, хоча вбивства припинилися, Ліз більше не довіряє чоловікові. 

## Екранізації
- Темна половина (1993) — режисер Джордж Ромеро.

## Цікаві факти
- Шериф Алан Пенгборн — один з головних героїв роману «Нагальні речі».
- Однойменна відеогра за мотивами повісті була випущена у 1992 році компанією Capstone Software. Ще одна версія гри The Dark Half: Endsville була анонсована компанією  E3 до випуску у 1997 році, але так і не вийшла.

## Переклад українською
Вперше переклад українською з'явився у 2022 році у видавництві КСД у перекладі Олександра Красюка.
- Стівен Кінг (2022). Темна половина. Переклад з англійської: Олександр Красюк. Харків: КСД. с. 592. ISBN 978-617-12-9784-5.